# 弗里德姆鎮區 (堪薩斯州埃利斯縣)
弗里德姆鎮區（英語：Freedom Township）為美國堪薩斯州埃利斯縣轄下的鎮區。2010年美国人口普查中此鎮區人口有118人。

## 地理
弗里德姆鎮區涵蓋總面積為116.9平方（45.15平方英里），其中陸地面積為116.9平方（45.15平方英里），水域面積為0平方（0.00平方英里）或0.00%。海拔高度588（1,929英尺）。

## 人口統計
根據2010年美國人口普查，弗里德姆鎮區人口有118人，其中男性有64人，女性有54人，人口密度為每平方公里1.01人，住房計62戶。鎮區內的白人有115人，非裔美國人有1人，美洲原住民有1人，亞裔美國人有0人，太平洋島裔美國人有0人，其他種族有0人，混血種族則有1人。此外鎮區內有3人為西班牙裔或拉丁裔美國人。此鎮區之年齡中位數為45.5歲，而男性年齡中位數為47.0歲，女性年齡中位數為41.5歲。